# Port lotniczy Saint-Laurent-du-Maroni
Port lotniczy Saint-Laurent-du-Maroni – drugi co do wielkości port lotniczy Gujany Francuskiej, zlokalizowany w miejscowości Saint-Laurent-du-Maroni.

## Linie lotnicze i połączenia
| Linia Lotnicza     | Kierunek                                         |
| ------------------ | ------------------------------------------------ |
| Air Guyane Express | 1. Kajenna 2. Grand Santi 3. Maripasoula 4. Saul |